# رز هیل ایکرز (تگزاس)
رز هیل ایکرز، تگزاس(به انگلیسی: Rose Hill Acres, Texas) شهری در ایالت تگزاس از ایالات جنوبی ایالات متحده آمریکا است. در سرشماری سال ۲۰۰۰، جمعیت این شهر ۴۸۰ نفر اعلام شد.